# Saskia Pronk
Saskia Pronk (n. 6 august 1983, Den Helder, Olanda de Nord, Țările de Jos) este o baschetbalistă olandeză. A participat la 3 ediții ale Jocurilor Paralimpice (2012, 2020, 2024) în care a câștigat două medalii de aur și o medalie de bronz.